# 次郎物語
『次郎物語』（じろうものがたり）は、下村湖人による日本の長編教養小説である。全五部で構成されているが、後述の事情により、作品としては完結していない。

## 概要
1936年（昭和11年）大日本連合青年団の機関誌『青年』誌上で第一部にあたる『次郎物語』が連載され、1941年に出版される。のち小山書店発行の雑誌「新風土」誌上で1942年（昭和17年）年の第二部『続次郎物語』から1949年（昭和24年）3月の第四部まで連載され、第五部は大法輪閣発行の仏教総合誌「大法輪」誌上で1953年（昭和28年）3月から1954年（昭和29年）まで連載された。
幼少期に里子に出された主人公・本田次郎の成長を、青年期にかけて描く。湖人自身の里子体験が反映されるなど、自伝的色彩が濃い。児童文学として読まれることも多い。
内容的には、家族や学校といった生活行動範囲の広がりに沿って主人公の人格的成長を描く第三部までと、五・一五事件、二・二六事件に集約される軍国主義的な時代背景や、主人公の精神的恋愛を作品の重要な要素として、社会性の広がりに沿って展開する第四部以降に大別できると考えられる。
第一、二、五部には「あとがき」が、第四部には「附記」がある。第二部のあとがきによれば、第一部は「教育と母性愛」、第二部は「自己開拓者としての少年次郎」がテーマであると述べられている。また、第五部のあとがきには「戦争末期の次郎を第六部、終戦後数年たってからの次郎を第七部として描いてみたいと思っている」とあるものの、下村が1955年に死去したため未完に終わった。

## あらすじ
士族・本田家の次男として生まれた次郎は、幼少時から尋常小学校の校番の妻であるお浜の元に里子に出されていた。「孟母三遷の教え」を真似た母親・お民の教育的配慮からである。そして次郎は母よりもお浜に懐き、実家を敬遠するようになる。
いやいやながら戻された次郎にとって、格式ばった実家は居心地の悪い場所であった。祖母・おことは次郎を露骨に差別待遇し、兄の恭一や弟ばかり可愛がる。次郎の側でも当てつけに喧嘩やいたずらを繰り返し、お民から説教を浴びせられるのだった。それでも、父親の俊亮、祖父の恭亮、さらにお民の実家である正木家の人々に見守られながら成長していく。
おことの差別待遇は改まらず、次郎は正木家に引き取られる。やがて恭亮が死に、お民は結核に侵され、俊亮も連帯保証人になった相手が破産したため、次郎はお民の介護をする事となる。献身的な介護を続けるうち親子のわだかまりは解け、次郎とお民は肉親としての思慕を募らせる。
やがてお民は危篤状態に陥る。ついに迎えた臨終の際、兄弟三人揃って死に水をとり、臨終の宣告の後お浜に肩を抱かれ号泣して親族の涙を誘った（映画版では一生懸命に母の看病をする次郎に本来なら年齢制限がある夏祭りの踊り子をやらせてもらい、衣装を病床の母に作ってもらうが日に日に衰弱していき、夏祭り当日踊り子衣装を身に付けた次郎を見送った後、お浜に看取られながら亡くなってしまう。次郎は母の葬儀で泣く事はしなかった）。

## 登場人物
次郎を中心とした人物。

### 本田家
次郎の生家。格式高い士族の家柄だが、俊亮の代になって衰退する。
本田次郎
主人公。生まれて間もなくお浜に預けられ育てられたことで、実家の父母には長らくなじめなかった。
本田お民
次郎の母。体がそれほど丈夫ではなく、俊三が生まれるまで次郎と恭一をお浜に預けていた。お浜にばかり懐く次郎とは衝突することが多かった。やがて結核に侵され病床に就き、次郎の献身的な看病を受けたことで、ようやく母親としての情に目覚める。
本田俊亮
次郎の父。本田家では次郎がもっとも慕う人。次郎に水泳や喧嘩の方法を教える。
本田恭一
次郎の兄。次郎が生まれるまで、乳母・お浜に育てられた。上品な顔立ちで、次郎と違いおとなしい。
本田俊三
次郎の弟。彼はお民が直接赤ん坊のころから育てられた。兄である次郎よりも成長が早く、並んで歩かれ背丈を比べられるのが次郎の悩みだった。
本田おこと
俊亮の母。何かと次郎を冷遇している。

### 正木家
次郎の母・お民の実家。おことに辛く当たられている次郎の避難先となる。
正木お延
次郎の同い年のいとこの母。謙蔵と再婚して、実子よりも連れ子を優遇する。実子と仲の良い次郎に対しては疎ましく感じている。
正木謙蔵
お延の夫。次郎はいとこが母に冷遇されているのは彼のせいだと思い、距離を置く。

### その他
次郎の乳母を務めたお浜は学校の女中として間借りしていたが、のちに学校の建て替えを機に引っ越して、次郎と別れる。
お浜
お民が次郎を預けた乳母。学校の女中として学校の一室に間借りしていることから、お民の白羽の矢が立った。
夫・勘作、長女・お兼、次女・お鶴がいる。お鶴は次郎と同い年である。
青木竜一
次郎の親友。二人でよく青木家で家遊びをする。医者の家で両親と姉・春子がいる。次郎も春子を慕っていて、春子が気分を害するようなことは避けている。
直吉
本田家の作男。お浜のところに居続けようとする次郎を連れて帰ろうとするが、そのたびに煙に巻かれる。
由夫
次郎の同級生。何人かの取り巻きがいるガキ大将で、竜一にちょっかいを出すのに次郎が憤慨し、次郎と衝突する。

## 書誌情報
長年に渡り多くの出版社から複数の形式で刊行、一部を表記。
講談社
- 少年少女日本文学館（25）、全1巻（1987年刊）- 第一部収録
- 青い鳥文庫、上・下（1989年刊）
- ポケット日本文学館4、全1巻（1995年刊）- 第一部収録

小学館
- 少年少女世界の名作文学49 日本編5（1968年刊）- 第一部収録、山本有三『路傍の石』併録

春陽堂書店
- 春陽堂少年少女文庫、全5巻（1978年刊）

生活百科刊行会
- 全5巻（1954年刊）

偕成社
- ジュニア版日本文学名作選、全5巻（1978年刊）
- 偕成社文庫、全5巻（1980年刊）

ポプラ社
- アイドル・ブックス、全5巻（1976年、1978年、1982年刊）
- ポプラ社文庫（1980年刊）

池田書店
- 下村湖人全集1・2・3（1965年刊）
- 定本 次郎物語（1968年刊）

旺文社
- 旺文社文庫、全3巻（1965年刊）
- 現代日本の名作34・35（1975年刊）

国土社
- 下村湖人全集1・2・3（1975年刊）

新潮文庫
- 上・中・下（改版1987年刊）、旧版（全5巻）

角川文庫
- 全5巻（改版1987年刊）、旧版（上・下）

岩波文庫
- 全5巻（2020年刊）

## 映像化

### 映画

#### 1941年
1941年12月11日公開。製作は日活。
キャスト
- 次郎：杉幸彦（幼年時代）、杉裕之（少年時代）
- お民：村田知栄子
- お浜：杉村春子
- 次郎の父：井染四郎
- 青木春子：轟夕起子
- 青木医師：北竜二
- 直吉：杉狂児

スタッフ
- 監督：島耕二
- 脚本：館岡謙之助
- 音楽：服部正

#### 1955年
1955年10月25日公開。製作は新東宝。
キャスト
- 次郎：大沢幸浩→市毛勝之
- お芳：木暮実千代
- お浜：望月優子
- お民：花井蘭子
- 俊亮：竜崎一郎
- 春子：池内淳子
- 朝倉先生：中山昭二
- 恭一：友山幸雄→渡辺四郎
- 俊三：池原章三→渡辺五男
- お鶴：渡辺政江→多勢まゆみ
- お延：阿部寿美子
- 祖母：賀原夏子
- 直吉：築地博
- 勘作：永井柳太郎
- 青木先生：児玉一郎
- 青木先生の妻：加藤欣子
- 正木の祖父：一条務
- 正木の祖母：藤村昌子
- 正兵衛：市川正之助
- お松：山崎友記子
- 源吉：岩下亮
- 源吉の姉：葉山葉子
- 竜一：多賀健二
- 喜多郎：小林真人
- 室崎：野沢信義

スタッフ
- 監督・脚本：清水宏
- 助監督：石井輝男
- 音楽：斎藤一郎

#### 1960年
1960年3月4日公開の「次郎物語」と同年5月13日公開の「続次郎物語 若き日の怒り」の二部作。製作は松竹。第1作は第一部・第二部、第2作は第三部・第四部を映画化した。
キャスト
- 本田次郎：中森康博（第1作）→山本豊三（第2作）
- 本田俊亮：伊藤雄之助（第1・2作）
- 本田お民：水戸光子（第1作）
- 本田恭一：谷田光久（第1作）→川津祐介（第2作）
- 本田俊三：下河原潤（第1作）→真藤孝行（第2作）
- 祖母：浦辺粂子（第1・2作）
- 正木の祖父：小川虎之助（第1作）
- 正木の祖母：吉川満子（第1作）
- 正木謙蔵：土紀洋児（第1作）
- 正木お延：三谷幸子（第1作）
- 正木久子：篠原早苗（第1作）
- お浜：桜むつ子（第1・2作）
- お兼：中根さゆり（第1作）
- お鶴：奈良田厚子（第1作）→佐藤綾子（第2作）
- 青木医師：永井達郎（第1・2作）
- 青木文子：大塚君代（第1作）
- 青木春子：十朱幸代（第1作）
- 青木竜一：河口雄三（第1作）
- お糸婆さん：英百合子（第1作）
- 大豊：大鵬幸喜（特別出演）（第1作）
- 息鉄五郎：石黒照信（第1作）→真塩洋一（第2作）
- 村井庄八：山路義人（第1・2作）
- お芳：井川邦子（第2作）
- 大巻運平：笠智衆（第2作）
- 息徹太郎：高野真二（第2作）
- 重田道江：島かおり（第2作）
- 朝倉先生：佐野周二（第2作）
- 西山教頭：十朱久雄（第2作）
- 曽根少佐：須賀不二男（第2作）
- 馬田千太郎：山下洵一郎（第2作）
- 庄八の妾：沢村貞子（第2作）
- 新賀：戸塚雅哉（第2作）
- 田上：田中晋二（第2作）
- 石川：吉野憲司（第2作）
- 室崎：林家珍平（第2作）
- 伝令：鹿島信哉（第2作）
- 番頭・肥田：里見孝二（第2作）
- 番頭・仙吉：小瀬朗（第2作）

スタッフ
- 監督：野崎正郎
- 脚色：館岡謙之助
- 音楽：加藤三雄

#### 1987年
1987年7月4日公開。西友・学習研究社・キネマ東京製作、東宝配給。配給収入は12億3000万円。
キャスト
- 次郎：樋口剛嗣（6歳時）→伊勢将人（10歳時）
- 俊亮：加藤剛
- お民：高橋恵子
- お浜：泉ピン子
- 喜さぶ：永島敏行
- 東医師：中谷一郎
- 宗太郎：高松英郎
- 勘作：井川比佐志
- 恭亮：芦田伸介
- おこと：大塚道子
- 春子：篁ゆう子
- おなか：山岡久乃 直吉 : 佐藤輝
- ナレーター：中野誠也

スタッフ
- 監督：森川時久
- 脚本：井手雅人
- 音楽：さだまさし、渡辺俊幸
- 主題歌：さだまさし「男は大きな河になれ～モルダウより～」[2]
- 撮影：山崎善弘
- 美術：金田克美
- 録音：木村瑛二
- 照明：加藤松作
- 編集：鍋島惇
- 助監督：中山博之、薬師寺光幸
- 製作委員会代表：堤清二、古岡秀人
- 企画：高橋松男
- 製作：古岡滉、高丘季昭、荒木正也、高橋松男
- プロデューサー：山口一信、永野豊、藤本潔

本映画を元にした「学研まんが 名作シリーズ 次郎物語」（漫画：斎藤栄一）が刊行された。

### テレビドラマ

#### 1956年
1956年5月8日から8月28日まで、NTVの『山一名作劇場』にて放送。
キャスト
- 早川雪洲
- 宇野重吉
- 河野秋武
- 井出忠彦

スタッフ
- 脚本：久板栄二郎
- 演出：秋田英雄

| 日本テレビ 山一名作劇場 | 日本テレビ 山一名作劇場 | 日本テレビ 山一名作劇場 |
| 前番組                  | 番組名                  | 次番組                  |
| ----------------------- | ----------------------- | ----------------------- |
| ああ無情                | 次郎物語 （1956年版）   | 王将                    |

#### 1964年
1964年4月7日から1966年3月29日まで、NHKにて放送。
キャスト
- 次郎：池田秀一
- 俊亮：久米明
- お芳：渡辺富美子
- 祖母：日高ゆりゑ
- 俊三：吉原誠利
- お糸：香川久美子
- お延：幸田弘子
- お民：折原啓子
- お鶴：浅野寿々子
- お浜：加藤道子
- 朝倉先生：渡辺文雄
- 二木てるみ
- 権田原先生：河野秋武、桑山正一

スタッフ
- 脚本：横田弘行
- 音楽：柳沢剛
- 演出：地挽重俊
- 語り：木下秀雄
- 主題歌：ペギー葉山（横田弘行作詞、木下忠司作曲） - 1965年発売のペギー葉山のシングル「ウンパッパ」B面に収録。

## 参照
- 次郎物語 - コトバンク